# Пурди, Сесил
Сесил Джон Седдон Пурди (англ. Cecil John Seddon Purdy; 27 марта 1906, Порт-Саид — 6 ноября 1979, Сидней) — австралийский шахматист и деятель международного шахматного движения; международный мастер ФИДЕ (1951), гроссмейстер ИКЧФ (1953); первый чемпион мира в игре по переписке (1953—1958). Вице-президент ИКЧФ (1951—1976), президент Австралийской федерации игры в шахматы по переписке. Шахматный литератор. Национальный мастер (с 1930); 4-кратный чемпион Австралии (1935, 1937, 1949 и 1951), 2-кратный чемпион Новой Зеландии (1925 и 1936). В 1952 сыграл вничью матч на звание чемпиона Австралазии с О. Сарапу; звания чемпиона удостоены оба. В 1960 занял 1-е место в турнире подзоны Восточной Азии, в 1961 проиграл матч победителю другой подзоны М. Аарону. Победитель чемпионатов Австралии (1941) и Австралазии (1947) по переписке. Выступал за команду Австралии на олимпиадах в Зигене (1970) и Ницце (1974).
Пропагандист шахмат в Австралии, Пурди был основателем и ред.-изд. (1929—1967) первого постоянного в стране шахматного журнала «Остралейжен чесс ревью» («Australasian Chess Review»), переименованного (1946) в «Чесс уорлд» («Chess World»). Автор книг и многочисленных статей по шахматам.

## Книги
- How Euwe won, Sydney, 1936;
- The return of Alekhine, Sydney, 1938;
- Chess made easy, Sydney. [1942] (соавтор);
- Guide to good chess, Sydney, 1950;
- How Fischer won, Brisbane, 1972.